# Terminalia travancorensis
Terminalia travancorensis är en tvåhjärtbladig växtart som beskrevs av Robert Wight och Arn.. Terminalia travancorensis ingår i släktet Terminalia och familjen Combretaceae. Inga underarter finns listade i Catalogue of Life.